# Dattenhauser Ried
Das Naturschutzgebiet Dattenhauser Ried liegt auf dem Gebiet der Gemeinde Bachhagel im schwäbischen Landkreis Dillingen an der Donau südwestlich von Dattenhausen, einem Ortsteil der Gemeinde Ziertheim. Nördlich verläuft die St 1082, östlich fließt die Egau, nordwestlich des Gebietes verläuft die Landesgrenze zu Baden-Württemberg.

## Bedeutung
Das 209,27 ha große Gebiet mit der Nr. NSG-00255.01 wurde im Jahr 1985 unter Naturschutz gestellt. Es handelt sich um eines der wenigen Juramoore und das größte Feuchtgebiet der gesamten Schwäbischen Alb.